# احتجاجات نيجيريا 2020

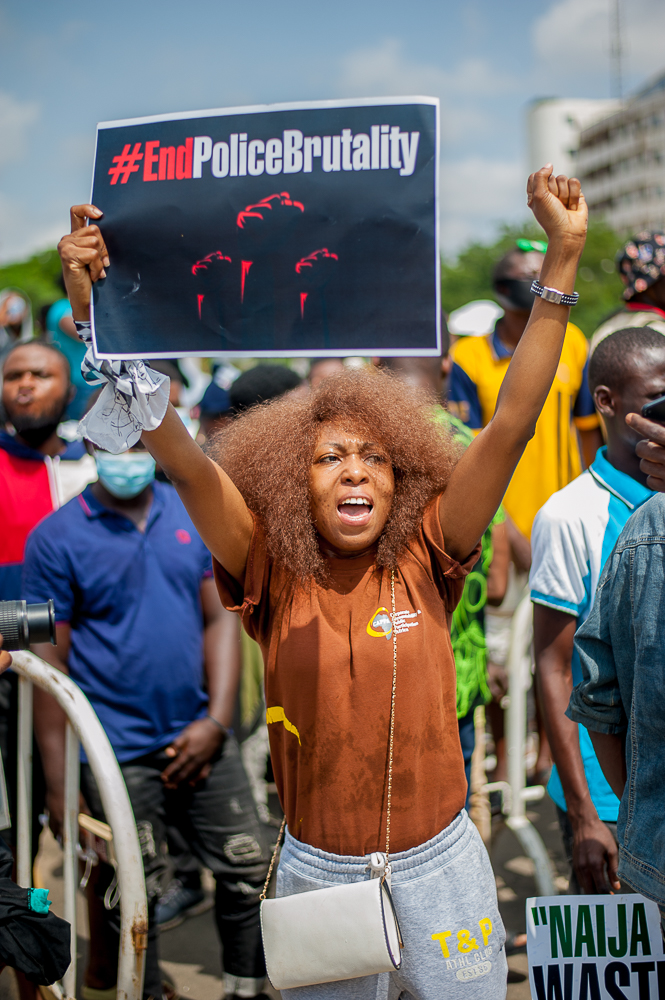
متظاهرون ضد قمع الشرطة في لاغوس

احتجاجات نيجيريا 2020 هي سلسلة تظاهرات بدأت في نيجيريا في 8 أكتوبر من العام 2020 احتجاجا على العنف البوليسي، وبالأخص وحدة محاربة السرقة، والمعروفة باسم «سارس». طالب المتظاهرون بحل الفرقة الخاصة بمكافحة السرقة والتي اتهمت بارتكاب اعتقالات واعتداءات واطلاق النار بشكل غير قانوني، واستمرت الاحتجاجات لأسابيع افضت الى اصدار الرئيس النيجيري محمد بخاري قرارا بحلها.